# Tymon Zaborowski

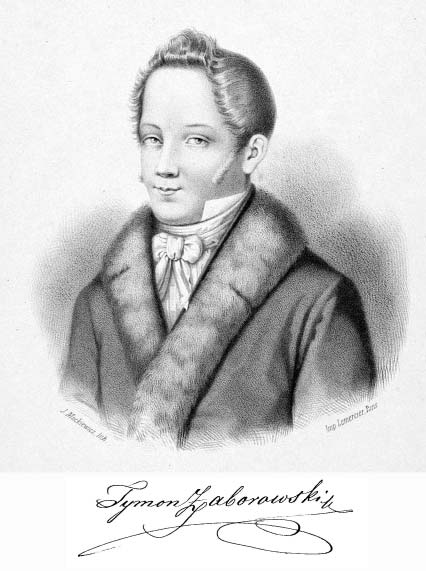
Tymon Zaborowski

Tymon Zaborowski (sinh năm 1799 – mất năm 1828) là một nhà thơ người Ba Lan. Ban đầu, ông chịu ảnh hưởng của chủ nghĩa cổ điển sau đó chuyển sang chủ nghĩa lãng mạn.

## Tiểu sử
Tymon Zaborowski sinh ngày 18 tháng 4 năm 1799 tại Lychkivtsi, Podolia. Trong giai đoạn 1810 - 1816, ông theo học tại Trường Trung học Krzemieniec. Ông bắt đầu viết lách vào năm 1814 với tư cách là thành viên của câu lạc bộ Klub Piśmienniczy.
Tymon Zaborowski là biên tập viên mảng văn học của tạp chí Ćwiczenia Naukowe (Scholarly Exercises) tại Warsaw vào các năm 1816-1818. Sau đó, ông định cư tại sản nghiệp của gia đình ở Liczkowce.
Tymon Zaborowski mất năm 1828 tại Liczkowce.

## Tác phẩm tiêu biểu
- Tajemnica, czyli Borys i Malwina (1822–24)
- Dumy podolskie za czasów panowania tureckiego w tej ziemi (1830)
- Klub piśmienniczy

Thơ chưa hoàn tất:
- Zdobycie Kijowa (khoảng 1818)
- Bojan (1822), được xuất bản trong Ateneum vào năm 1883

Kịch chưa được xuất bản:
- Bohdan Chmielnicki
- Umwit

Nhiều tác phẩm của Tymon Zaborowski được đăng lần đầu trong tuyển tập Pisma zebrane (Collected Works), 3 tập, năm 1936.